# زیردریایی ای‌جی-۱۲
زیردریایی ای‌جی-۱۲ (به انگلیسی: Russian submarine AG-12) یک زیردریایی بود که طول آن ۱۵۰ فوت ۳ اینچ (۴۵٫۸۰ متر) بود. این زیردریایی در سال ۱۹۱۶ ساخته شد.